# Skogsbrunlöpare
Skogsbrunlöpare (Trechus secalis) är en skalbaggsart som först beskrevs av Gustaf von Paykull 1790.  Skogsbrunlöpare ingår i släktet Trechus, och familjen jordlöpare. Arten är reproducerande i Sverige.

## Bildgalleri

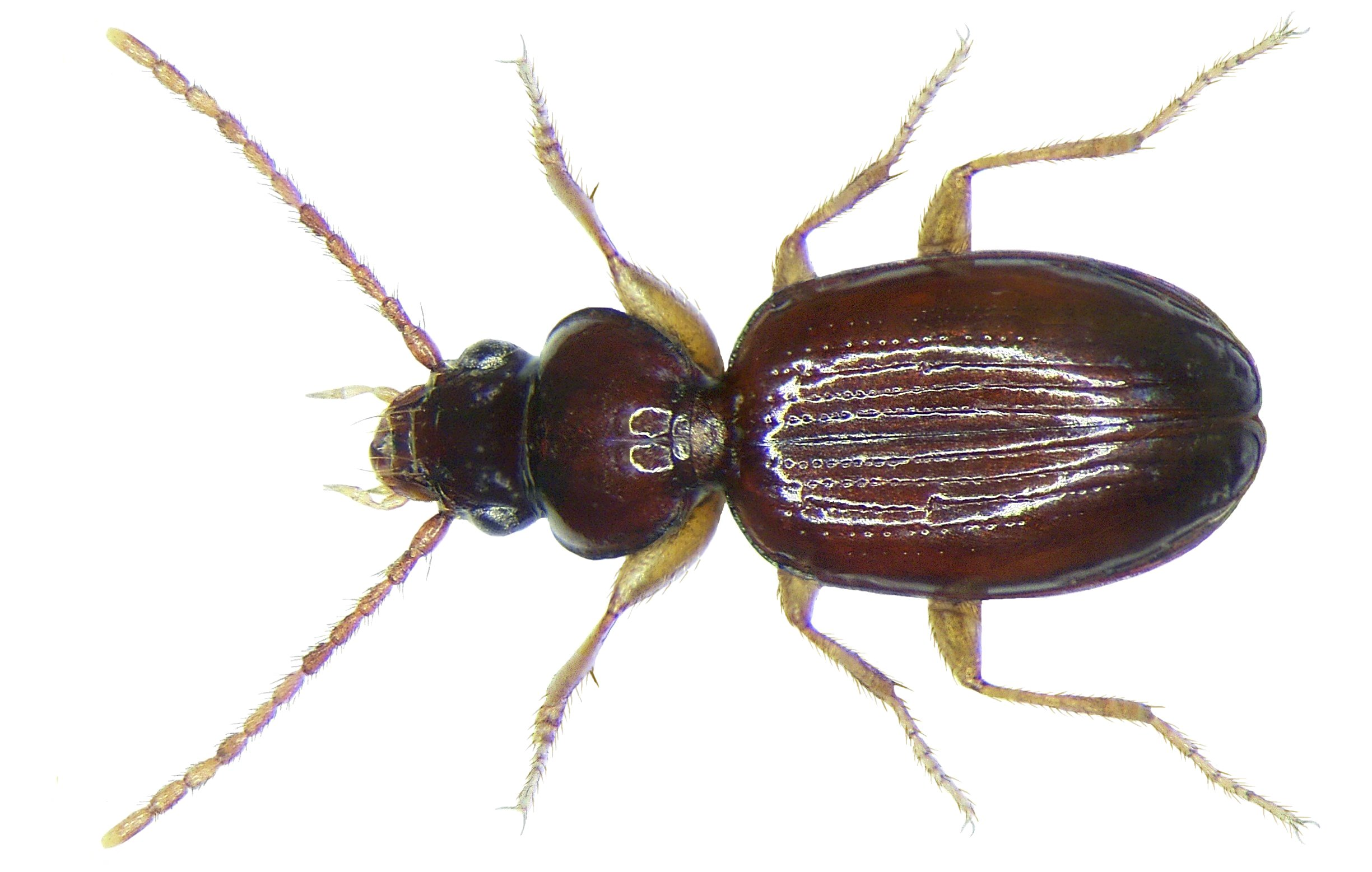
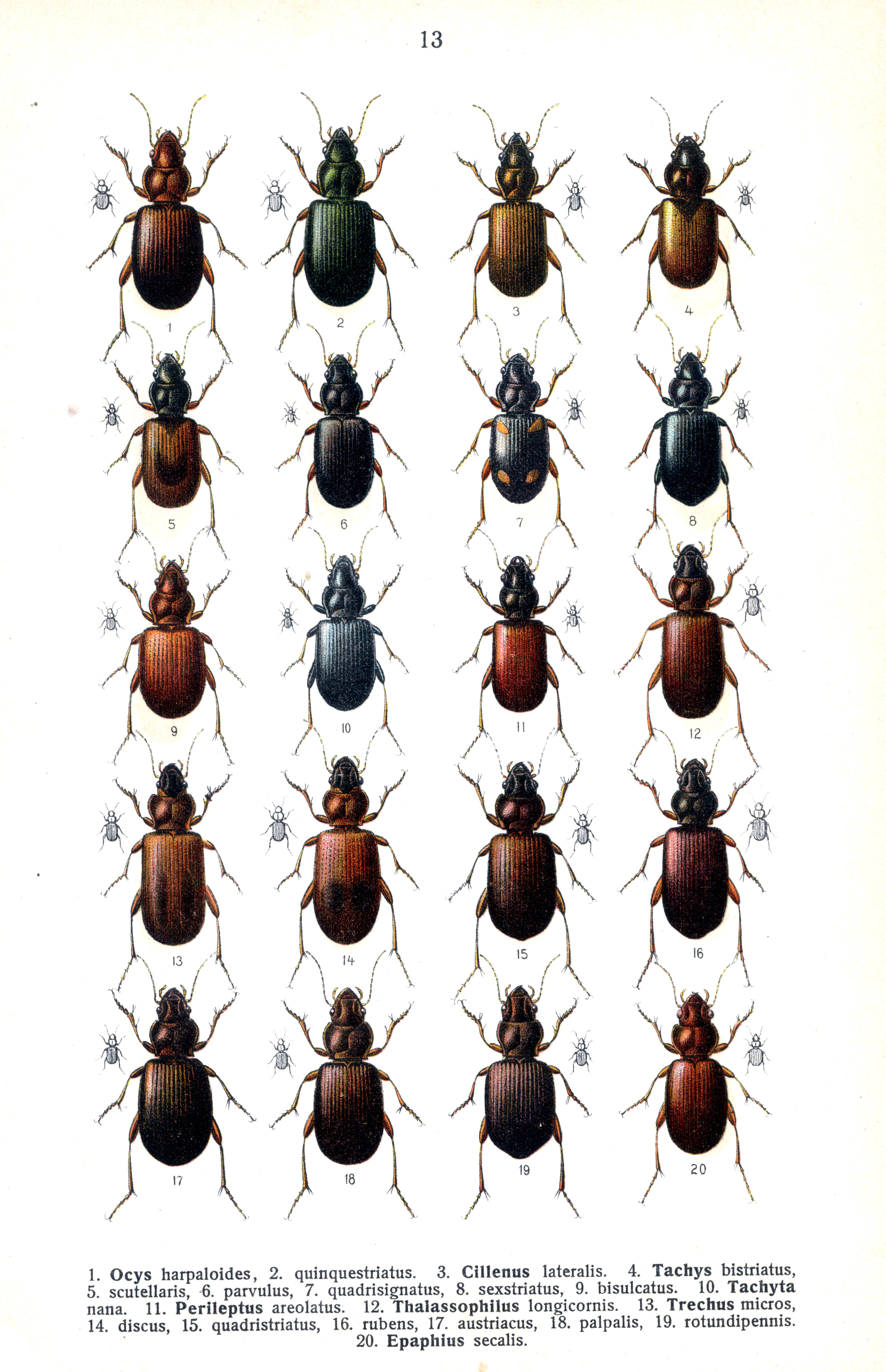
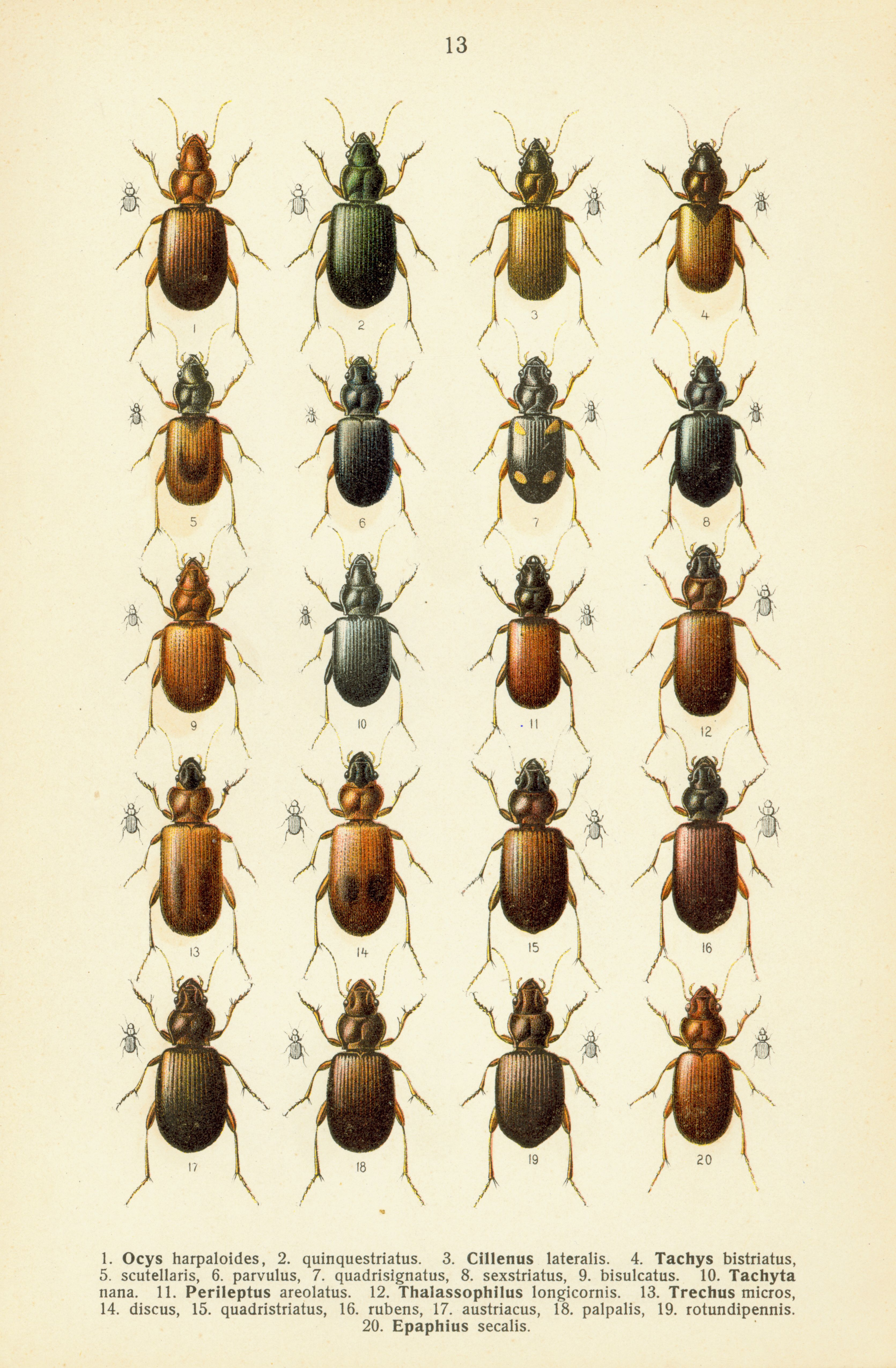
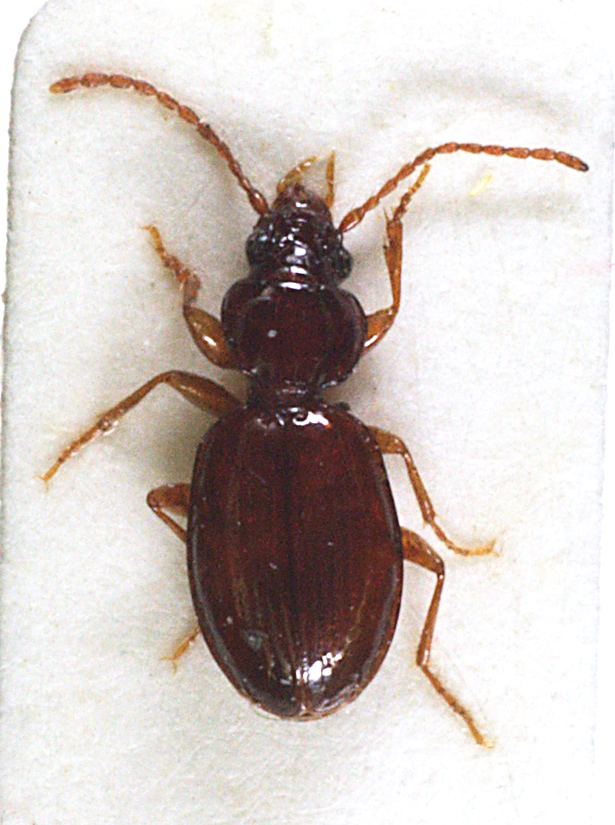